# Union sportive dacquoise (féminines)
Pachys de l'US Dax
Cet article traite de l'équipe féminine de rugby à XV. Pour l'équipe masculine, voir l'article Union sportive dacquoise. Pour le club omnisports, voir l'article Union sportive dacquoise omnisports.
Maillots
Actualités
L'équipe féminine de l'Union sportive dacquoise, également surnommée les Pachys de l'US Dax, est un club français de rugby à XV basé à Dax.
Historiquement née en 1990 en tant que section féminine de l'Union sportive hermoise, elle est connue de 1993 à 2017 en tant que club indépendant des Pachys d'Herm, alors localisé à Herm. Elle est fusionnée en 2017 au sein du club professionnel de l'Union sportive dacquoise en tant que section féminine.
Elle évolue pour la saison 2024-2025 en Élite 2.

## Historique
Les prémices de l'existence du club apparaissent en avril 1989 : des épouses et compagnes des joueurs des joueurs de l'US Herm organisent un match entre elles, en lever de rideau de la traditionnelle rencontre « mariés contre célibataires » disputée par les joueurs hermois. Selon d'autres sources, elles remontent à la même année à l'occasion des fêtes de village, entre une sélection de filles de Herm et de Linxe.
Durant l'été, le groupe de joueuses continue de pratiquer ensemble, disputant des rencontres amicales contre les clubs landais de Linxe et de Léon, puis contre les clubs voisins de Boé Bon-Encontre, de La Teste-de-Buch.
Une équipe officielle est formée dès la saison 1990-1991 et s'engage en compétition fédérale officielle. Dès cette première saison, elles atteignent le stade des quarts de finale, autant en championnat qu'en Coupe de France.
À l'instar de nombreuses équipes féminines de rugby, elles optent pour un surnom afin de les représenter, les Pachys, à base d'un jeu de mots mêlant le nom de la ville à celui des pachydermes.
En 1992, les joueuses sont sacrées championnes de France de 1re division,.
Alors que le club de l'US Herm hébergeait jusque là cette section féminine aux côtés de l'équipe masculine originale, cette première prend son indépendance en 1993, sous l'impulsion de leur titre de championne de France,.
De 1992 à 2003, le club remporte à cinq reprises le titre de championnes de France.
Le club déclare forfait à l'orée du championnat 2008-2009 en raison d'un faible nombre de joueuses disponibles, et se voit rétrogradé d'office en troisième division. Le forfait général de Bruges-Blanquefort en deuxième division permet néanmoins à Herm d'être repêché à ce niveau sans possibilité néanmoins de disputer les phases finales. En outre, l'équipe sera classée quoi qu'il arrive à la dernière place.
Au terme de la saison 2010-2011, les Pachys remportent la finale de Fédérale 1 contre l'US Nérac, sur le terrain de la Teste-de-Buch ; en plus du titre de championnes et d'une nouvelle ligne à leur palmarès resté vierge depuis 2003, elles décrochent l'accession en Élite 2,.

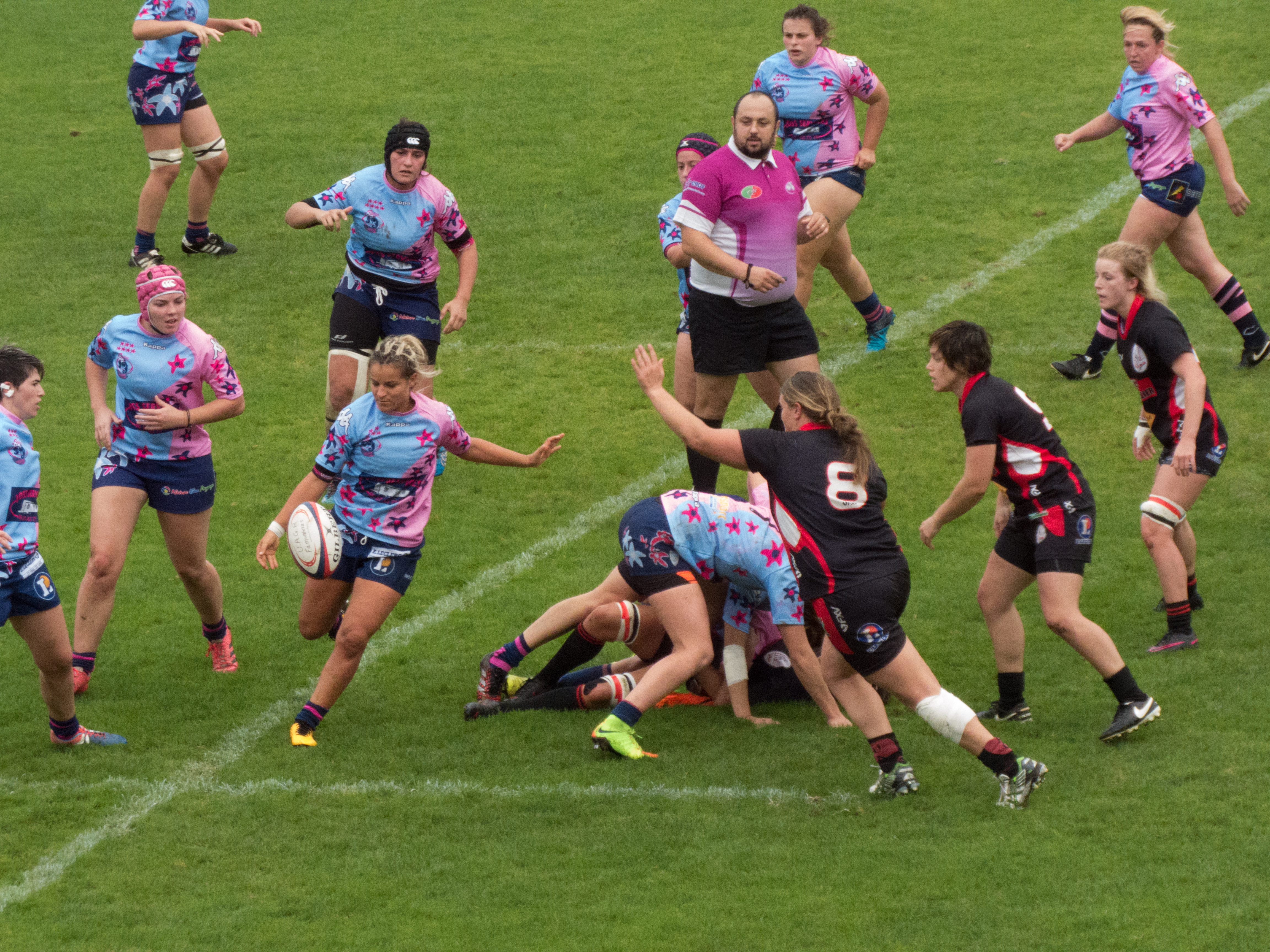
Les Pachys en 10 2017, jouant un de leurs premiers matchs en tant que Pachys de l'US Dax, ici contre l'UA Gaillac.

À partir de 2014, les Pachys évoluent, en parallèle du stade municipal d'Herm, au stade Colette-Besson de Dax,.
De retour en Fédérale 1 en 2014, elles disputent les demi-finales en 2014-2015 et 2015-2016, sans pour autant décrocher l'accession au niveau supérieur, réservée aux finalistes. Les deux saisons suivantes, elles ne participent pas aux phases finales,.

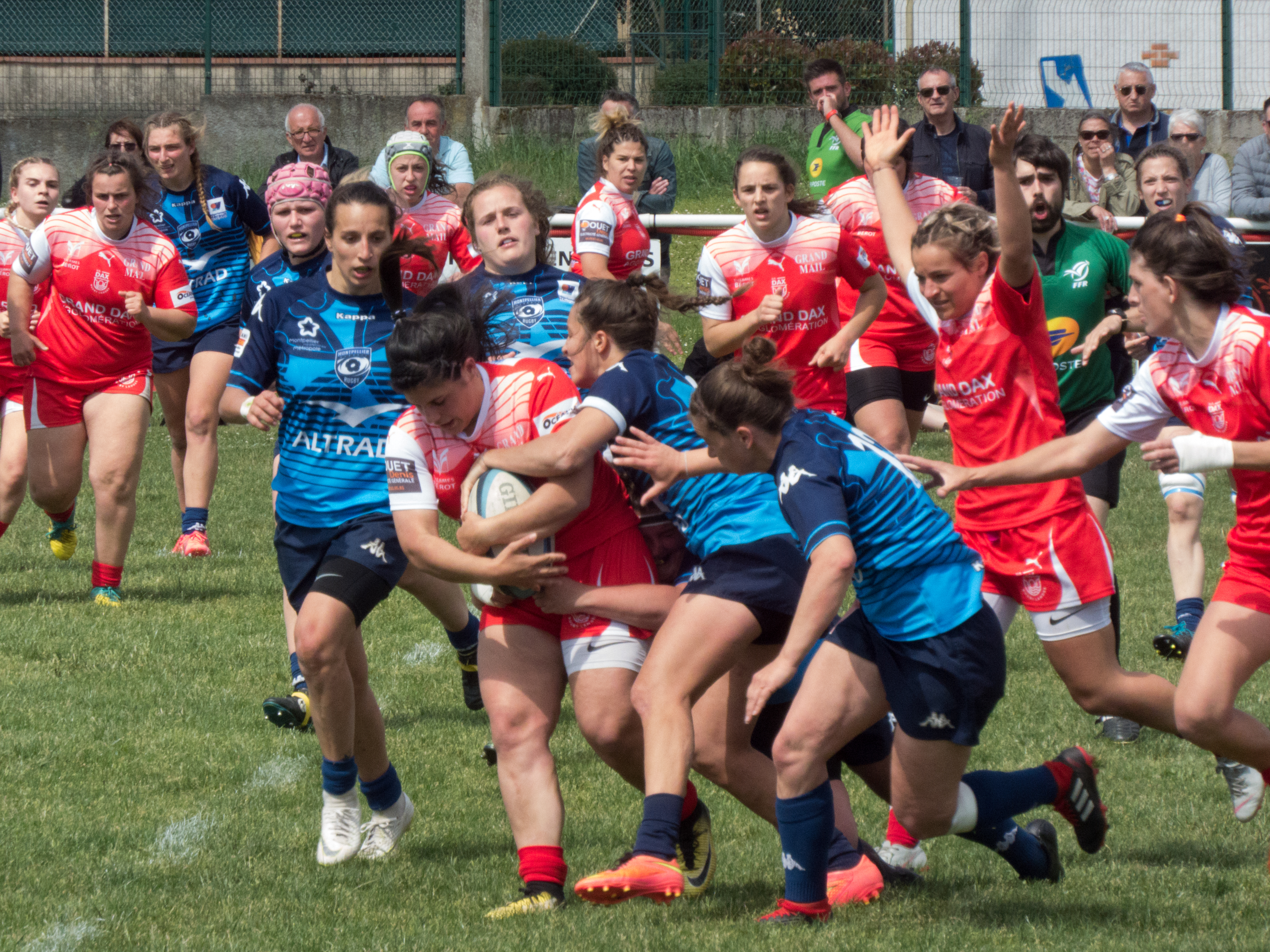
Pour leur deuxième saison sous le maillot dacquois, les Pachys atteignent les demi-finales, s'inclinant contre la réserve du Montpellier RC.

Après plus de dix années de rapprochement et de discussions, et de la même manière que d'autres clubs féminins ayant intégré les structures de clubs professionnels masculins,,, le club des Pachys d'Herm s'unit pendant l'été 2017 avec les voisins de l'Union sportive dacquoise. Avec l'accord de la FFR, cette dernière est alors enregistrée comme la section féminine de l'équipe dacquoise, la fusion étant effective à partir du 30 juin. Désormais nommées les Pachys de l'US Dax, elles évoluent encore au moins une saison sous leurs couleurs traditionnelles bleu et rose et continueront de disputer certains matchs de championnats à Herm,. Le club compte alors 80 licenciées dont 40 espoirs. Cette fusion permet entre autres au club de bénéficier des infrastructures de leurs homologues masculins professionnels ; elles évoluent à certaines occasions au stade Maurice-Boyau, la première fois le 22 octobre. Pour cette première saison sous leur nouvelle identité, les Pachys manquent de peu la qualification en phases finales,.
La phase de transition de la fusion s'achève au milieu de la saison 2018-2019 : les joueuses portent ainsi le maillot rouge et blanc, de la même manière que leurs homologues masculins,. Cette saison, l'équipe termine la phase régulière invaincue. Après une victoire en quart de finale, les Pachys s'inclinent en demi-finale contre la réserve du Montpellier RC, manquant par la même occasion l'accession à la deuxième division.
Alors que les performances de la saison 2019-2020 sont semblables à celles de la précédente, la compétition est interrompue puis annulée par la pandémie de Covid-19 en France, ; néanmoins, le système de promotion entre divisions mis en place par la Fédération permet aux Pachys d'accéder à l'Élite 2 pour la saison suivante. Une équipe réserve est alors engagée en Fédérale 2. Après un début de saison équilibré dans cette nouvelle division pour l'équipe première, le championnat est à nouveau stoppé par la situation sanitaire, avant d'être définitivement interrompu. Les saisons suivantes, elles parviennent à éviter la relégation et se maintenir en Élite 2, en 2022, 2023 et 2024. La saison 2024-2025, avec un bilan de 17 défaites et d'un nul, marque la fin de la présence des Pachys en 2e division.

## Image et identité

### Couleurs et maillots

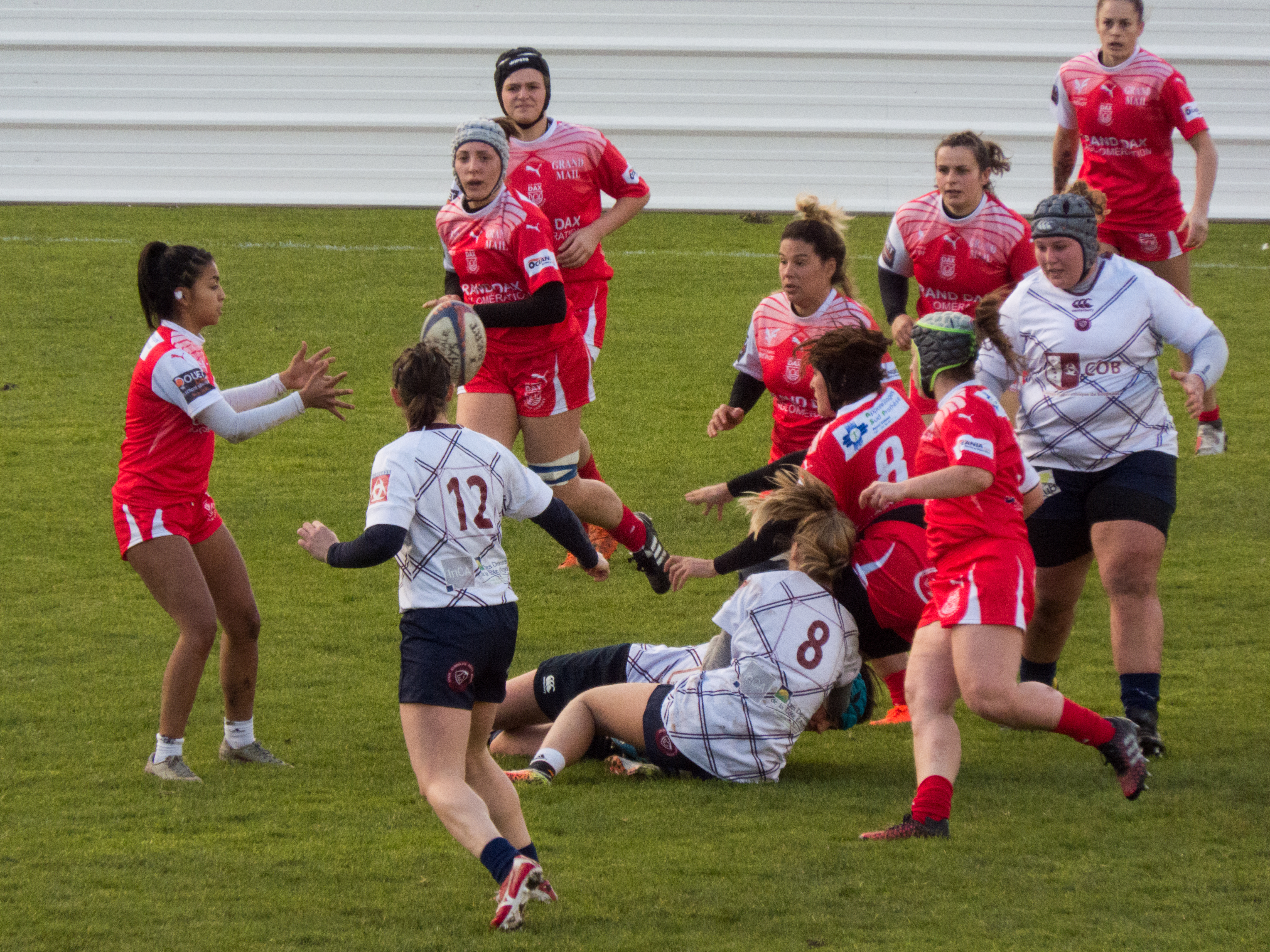
Les Pachys adoptent les couleurs de l'US Dax à partir de 1 2019.

Après des débuts balbutiants, avec des équipements fournis entre autres par l'international Jean-Pierre Bastiat, ainsi que des shorts noirs provenant du club de Tartas, les premières couleurs retenues par les Pachys sont le bleu et le blanc.
Elles sont plus tard remplacées par le bleu et le rose,.
Un an et demi après la fusion au sein de l'Union sportive dacquoise, les couleurs traditionnelles rose et bleu sont abandonnées en janvier 2019 au profit du rouge et du blanc du club dacquois.

### Logo

Évolution du logo
Logo des Pachys d'Herm.
Logo des Pachys de l'US Dax de juillet 2017 à janvier 2019.
Logo des Pachys de l'US Dax depuis janvier 2019.

## Palmarès

### Détail du palmarès
- Championnat de France :
  - Championne : 1992[6], 1997[6], 1998[6], 2001 et 2003.
  - Vice-championne : 1995, 1999 et 2000.
- Championnat de France de 2e division :
  - Finaliste : 2007.
- Championnat de France de Fédérale 1 :
  - Championne : 2011[9].

### Détail du palmarès de l'équipe réserve
- Championnat de France de Fédérale 3 :
  - Championne : 2001[réf. nécessaire].

### Détail du palmarès des équipes junior
- Championnat de France cadettes de 2e division :
  - Championne : 2023[36].

### Finales disputées
| Compétition  | Date de la finale | Vainqueur       | Score   | Finaliste       | Lieu de la finale       |
| ------------ | ----------------- | --------------- | ------- | --------------- | ----------------------- |
| 1re division | 1992              | Pachys d'Herm   | 10 - 3  | Saint-Orens     | Marciac                 |
| 1re division | 1995              | AS Romagnat     | 10 - 6  | Pachys d'Herm   |                         |
| 1re division | 1997              | Pachys d'Herm   | 30 - 17 | Saint-Orens     | Stade Jean-Bouin, Paris |
| 1re division | 1998              | Pachys d'Herm   | 20 - 11 | AS Romagnat     | Mussidan                |
| 1re division | 1999              | Caen Rugby Club | 25 - 12 | Pachys d'Herm   | Leucate                 |
| 1re division | 2000              | Caen Rugby Club | 12 - 5  | Pachys d'Herm   | Poitiers                |
| 1re division | 2001              | Pachys d'Herm   | 20 - 19 | Caen Rugby Club | Limoges                 |
| 1re division | 2003              | Pachys d'Herm   | 23 - 15 | Caen Rugby Club | Parthenay               |
| 2e division  | 2007              | RC Lons         | 13 - 11 | Pachys d'Herm   | Grenoble                |
| 3e division  | 22 mai 2011       | Pachys d'Herm   |         | US Nérac        | La Teste-de-Buch        |

| Compétition          | Date de la finale | Vainqueur | Score   | Finaliste              | Lieu de la finale                 |
| -------------------- | ----------------- | --------- | ------- | ---------------------- | --------------------------------- |
| 2e division cadettes | 10 juin 2023      | US Dax    | 36 - 14 | Rass. Bouches-du-Rhône | Stade Sainte-Germaine, Le Bouscat |

## Personnalités du club

### Internationales françaises
Le club des Pachys a donné pas moins de 32 internationales[réf. nécessaire] à l'équipe de France.
La première d'entre elles est Bernadette Lacommère, participant à la Coupe du monde 1991.
- Anne Alaphilippe[1]
- Céline Allainmat[1]
- V. Archaimbault[1]
- S. Arias[1]
- C. Barsacq[1]
- Nelly Barsacq[1]
- C. Besselere[1]
- Christiane Cambefort[1]
- Dominique Çubiat[1]
- Béatrice de Barros[1]
- Annabel Donnadieu[1]
- Quitterie Ducom[1]
- Hélène Dulouat[1],[6]
- Carole Durand-Laurier[1]
- Juliette Esclavard[1]
- N. Feucher[1]
- Séverine Garcia[1]
- Danièle Irazu[1],[38]
- I. Irazu[1]
- Pascale Laclau[1]
- Bernadette Lacommère[1],[2]
- Cécile Lacommère[1],[2]
- Claire Lacommère[1],[2]
- Hélène Lacommère[1],[2]
- Elodie Lafite[1]
- Stéphanie Laprie[1]
- S. Lavigne[1]
- Isabelle Lopez[réf. nécessaire]
- Sonia Mas[1]
- Delphine Plantet[1]
- Julie Pujol[1]
- N. Rameau[1]
- I. Roques[1]
- K. Rudigoz[1]
- Laurence Saint-Macary[1]

### Entraîneurs
- 1989-1992[réf. nécessaire] : Guy Barsacq[2]
- 1993-1996 : Jacques Bareigts, Jean Marie Larrere, Guy Barsacq (manager)[réf. nécessaire]
- 1996-1998 : E. Méléard (arrières), C. Danglade (avants), Guy Barsacq (manager)[réf. nécessaire]
- 1999-2001 : Patrick Frecha (arrières), Peio Vivincent (avants), Guy Barsacq (manager)[réf. nécessaire]
- 2020-2021 : Yohanne Penot (manager), Laurent Séguéla (avants) et Cédric Lafargue (arrières)[13]
- 2021-2022 : Yohanne Penot (manager), Frédéric Planas (avants) et Alexandre Pilati (arrières)[39]
- 2022-2023 : Christophe Lebert (avants) et Chris Ndombi (arrières)[40]
- 2024-2025 : Chris Ndombi (manager et arrières), Angélique Lagrolet (avants)[41]